# 모하비밥
모하비밥(Mohave Bobs cat)은 미국에서 온 잡종 고양이 종 중 하나이다.

## 특징
모하비밥은 셀커크 렉스와 사막 링스로부터 유래된다. 털은 곱슬곱하고 골격이 크고 힘세고 근육질이다. 길이가 중간 정도인 뒷다리를 가지고 있으며, 귀, 발가락은 털로 뒤덮여있다. 영리한 고양이들이다. 수컷이 암컷보다 크고 성숙하는 데 느리다. 이들은 장모와 단모 모두 가질 수 있다. 머리는 넓지만 둥글지 않다. 귀를 낮게 세우고 넓은 귀를 가지고 있다. 눈은 금색, 푸른색 등 다양하다. 털 색깔은 매우 다양한데, 붉은색부터 갈색, 푸른색 등 다양하다. 반점은 크기와 모양이 다를 수 있지만 균등하게 분포해야 한다.